# Chandler Hotel and Annex
Le Chandler Hotel and Annex est un ancien hôtel américain situé à Coos Bay, dans le comté de Coos, dans l'Oregon. Ouvert le 15 février 1909, il est inscrit au Registre national des lieux historiques depuis le 14 juin 1984.